# Kiuruvesi
Kiuruvesi är en stad i landskapet Norra Savolax i Finland. Kiuruvesi har 7 759 invånare (2021), på en yta av 1 422,9 km². Grannkommuner är Idensalmi, Pielavesi, Pyhäjärvi, Pyhäntä och Vieremä.
Kiuruvesi är enspråkigt finskt.

## Administrativ historik
Kiuruvesi kommun grundades 1873. Kiuruvesi blev stad 1 januari 1993.

## Politik

### Mandatfördelning i Kiuruvesi stad, valen 1976–2021
| 10 |  |  | 2 | 17 |  | 3 |

| 9 |  | 3 | 19 | 3 |

| 9 |  | 4 | 18 | 3 |

| 7 | 2 | 2 | 21 | 3 |

| 9 | 2 | 3 | 19 |  |  |

| 7 |  | 7 |  | 18 |  |

| 7 |  | 6 | 20 |  |

| 7 |  | 6 | 18 | 3 |

| 27 | 8 |

| 7 |  |  | 16 | 3 | 7 |

| 26 | 9 |

| 7 | 3 | 16 |  | 8 |

| 25 | 10 |

| 7 | 2 | 17 |  | 6 |

| 23 | 10 |

| 5 | 4 | 11 | 5 |  | 3 |

| 19 | 10 |

## Demografi

### Befolkningsutveckling
| Befolkningsutvecklingen i Kiuruvesi stad 1975–2020                                                           | Befolkningsutvecklingen i Kiuruvesi stad 1975–2020 | Befolkningsutvecklingen i Kiuruvesi stad 1975–2020 | Befolkningsutvecklingen i Kiuruvesi stad 1975–2020 | Befolkningsutvecklingen i Kiuruvesi stad 1975–2020 |
| --- | -------------------------------------------------- | -------------------------------------------------- | -------------------------------------------------- | -------------------------------------------------- |
| |                                                    |                                                    |                                                    |                                                    |
| År |                                                    |                                                    | Folkmängd                                          |                                                    |
| 1975 | 1975                                               |                                                    | 12 117                                             |                                                    |
| 1980 | 1980                                               |                                                    | 12 030                                             |                                                    |
| 1985 | 1985                                               |                                                    | 12 000                                             |                                                    |
| 1990 | 1990                                               |                                                    | 11 415                                             |                                                    |
| 1995 | 1995                                               |                                                    | 11 179                                             |                                                    |
| 2000 | 2000                                               |                                                    | 10 358                                             |                                                    |
| 2005 | 2005                                               |                                                    | 9 745                                              |                                                    |
| 2010 | 2010                                               |                                                    | 9 157                                              |                                                    |
| 2015 | 2015                                               |                                                    | 8 600                                              |                                                    |
| 2020 | 2020                                               |                                                    | 7 854                                              |                                                    |
| Anm: Uppgifterna avser förhållandena den 31 december nämnda år enligt områdesindelningen den 1 januari 2022. |                                                    |                                                    |                                                    |                                                    |

### Språk
Befolkningen efter språk (modersmål) den 31 december 2022. Finska, svenska och samiska räknas som inhemska språk då de har officiell status i landet. Resten av språken räknas som främmande. För språk med färre än 10 talare är siffran dold av Statistikcentralen på grund av sekretesskäl.
| Språk                        | Talare 2022-12-31 | Talare 2022-12-31 |
| Språk                        | Antal             | Andel (%)         |
| ---------------------------- | ----------------- | ----------------- |
| Hela befolkningen            | 7 597             | 100,0             |
| Finska                       | 7 478             | 98,4              |
| Inhemska språk totalt        | 7 478             | 98,4              |
| Svenska                      | 0                 | 0,0               |
| Främmande språk totalt       | 119               | 1,6               |
| Ryska                        | 38                | 0,5               |
| Estniska                     | 26                | 0,3               |
| Persiska                     | 13                | 0,2               |
| Ukrainska                    | 11                | 0,1               |
| Språk med färre än 10 talare | 31                | 0,4               |

|  | Finska (98,4 %) |

|  | Svenska (0,0 %) |

|  | Främmande språk (1,6 %) |

|  | Finska (98,4 %) |

|  | Svenska (0,0 %) |

|  | Främmande språk (1,6 %) |